# Крепон, Марк
Марк Крепон (фр. Marc Crépon, 30 марта 1962, Десиз, Бургундия) — французский философ и переводчик. Директор исследований CNRS, с июля 2011 года директор отделения философии Высшей нормальной школы. Предметом его исследований являются прежде всего проблемы языков и сообществ во французской и немецкой философии, в частности он интересуется философским наследием Фридриха Ницше, Франца Розенцвейга и Жака Дерриды. Марк Крепон является одним из учредителей ассоциации «Ars Industrialis».

## Из биографии
- 1984–1987 — обучение в Высшей нормальной школе.
- 1985 — стажировка в Тюбингенском университете.
- 1987–1989 — профессор Кишиневского университета (Молдова) в рамках франко-молдавского научного сотрудничества.
- 1990–1993 — преподаватель философии в Университете Париж X
- 1993–1996 — стипендиат Фонда Тьера, за это время написал и защитил докторскую диссертацию «Проблемы человеческого многообразия (исследование характеристик народов и конструирование географии духа от Лейбница до Гегеля».
- 1997–2003 — ученый Национального центра научных исследований.
- С 2003 — директор исследований Национального центра научных исследований.
- С 2011 — директор отделения философии Высшей нормальной школы.

## Избранные публикации
- "Les Géographies de l'esprit", Paris, Payot, 1996
- "Le Malin génie des langues", Paris, Vrin, 2000
- "Les Promesses du langage : Benjamin, Rosenzweig, Heidegger", Paris, Vrin, 2001
- "L'Imposture du choc des civilisations", Nantes, éditions pleins feux, 2002
- "Nietzsche : l'art et la politique de l'avenir", Paris, PUF, 2003
- "La Philosophie au risque de la promesse" (recueil, en collaboration avec Marc de Launay), Paris, Bayard, 212 p.
- "Terreur et poésie", Paris, Galilée, 2004, 150 p.
- "Langues sans demeure", Paris, Galilée, 2005
- "Altérités de l'europe", Paris, Galilée, 2006, 207 p. (украинский перевод 2011)
- "De la démocratie participative : fondements et limites", avec Bernard Stiegler, Editions Mille et une nuits, 2007
- "Derrida, la tradition de la philosophie" (recueil, avec Frédéric Worms) Galilée, 2008, 218 p.
- "Vivre avec la pensée de la mort et la mémoire по проблемам des guerres", Paris, collection " Le Bel aujourd'hui ", Éditions Hermann, 2008
- "La Guerre des civilisations", Paris, Galilée, 2010